# 제25회 골든 래즈베리상
제25회 골든 래즈베리상은 2004년 영화를 대상으로 2005년 2월에 열린 시상식이다. Ivar Theatre에서 개최되었다.

## 수상 및 후보

### 최악의 작품상
- 캣우먼 - Warner Bros. 수상
- 알렉산더 - Warner Bros.
- 위트와 슬라이 2 - Triumph Films
- 서바이빙 크리스마스 - DreamWorks
- 화이트 칙스 - Columbia/Revolution

### 최악의 남우주연상
- 화씨 9/11 - 조지 W. 부시 수상
- 저지 걸 - 벤 에플렉
- 서바이빙 크리스마스 - 벤 에플렉
- 리딕 - 헬리온 최후의 빛 - 빈 디젤
- 알렉산더 - 콜린 파렐
- 폴리와 함께 - 벤 스틸러
- 앵커맨 - 벤 스틸러
- 피구의 제왕 - 벤 스틸러

### 최악의 여우주연상
- 캣우먼 - 할리 베리 수상
- 신데렐라 스토리 - 힐러리 더프
- 레이즈 유어 보이스 - 힐러리 더프
- 알렉산더 - 안젤리나 졸리
- 테이킹 라이브스 - 안젤리나 졸리
- 뉴욕 미니트 - 애슐리 올슨
- 뉴욕 미니트 - 메리-케이트 올슨
- 화이트 칙스 - 웨이언스 형제

### 최악의 남우조연상
- 화씨 9/11 - 도널드 럼스펠드 수상
- 알렉산더 - 발 킬머
- 80일간의 세계일주 - 아놀드 슈왈제네거
- 위트와 슬라이 2 - 존 보이트
- 캣우먼 - 램버트 윌슨

### 최악의 여우조연상
- 화씨 9/11 - 브리트니 스피어스 수상
- 스타스키와 허치 - 카르멘 일렉트라
- 저지 걸 - 제니퍼 로페즈
- 화씨 9/11 - 콘돌리자 라이스
- 캣우먼 - 샤론 스톤

### 최악의 감독상
- 캣우먼 - 피토프 수상
- 위트와 슬라이 2 - 밥 클락
- 엑소시스트 4 - 비기닝 - 레니 할린
- 알렉산더 - 올리버 스톤
- 화이트 칙스 - 키넌 아이버리 웨이언스

### 최악의 각본상
- 캣우먼 - Theresa Rebeck 수상
- 알렉산더 - 올리버 스톤
- 위트와 슬라이 2 - 스티븐 폴
- 서바이빙 크리스마스 - 데보라 캐플란
- 화이트 칙스 - 키넌 아이버리 웨이언스

### 최악의 속편상
- 스쿠비 두 2 - 몬스터 대소동 - Warner Bros. 수상
- 에이리언 VS. 프레데터 - 20th Century-Fox
- 아나콘다 2 - 사라지지 않는 저주 - Screen Gems
- 80일간의 세계일주 - Disney
- 엑소시스트 4 - 비기닝 - Warner Bros.

### 최악의 커플상
- 화씨 9/11 - 조지 부시 대통령 & 라이스 장관 수상
- 캣우먼 - 할리 베리 & 벤자민 브랫
- 저지 걸 - 벤 에플렉 & 제니퍼 로페즈
- 뉴욕 미니트 - 메리-케이트 & 아쉴리 올슨 자매
- 화이트 칙스 - 웨이언스 형제

### 25년간 최악의 뮤지컬상
- 프럼 저스틴 투 켈리 수상

### 25년간 최악의 드라마상
- 배틀필드 수상

### 25년간 최악의 코미디상
- 갱스터 러버 수상

### 25년간 가장 망가진 배우상
- 아놀드 슈왈제네거 수상

## 같이 보기
- 제77회 아카데미상
- 제58회 영국 아카데미 영화상
- 제62회 골든 글로브상
- 제11회 미국 배우 조합상